# Wimbledon 2010: mecz Mahut–Isner

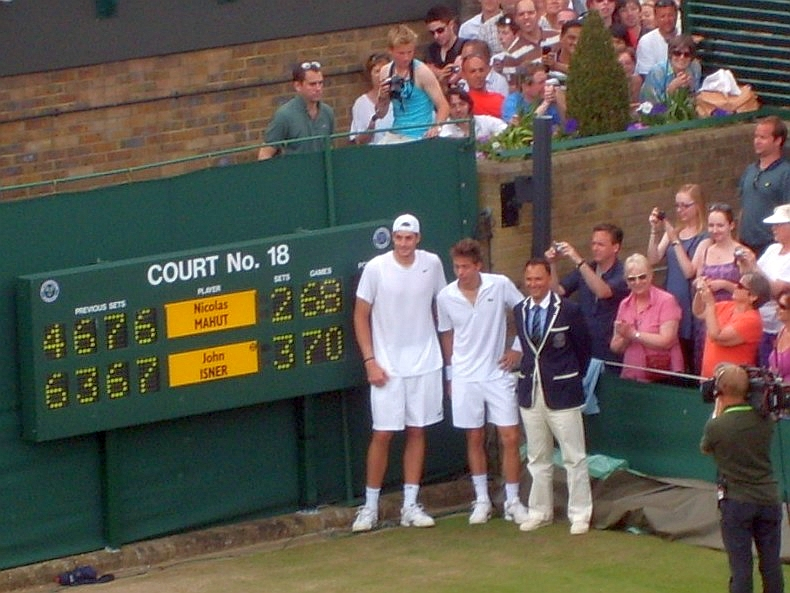
Wynik na tablicy wraz z tenisistami na koniec meczu

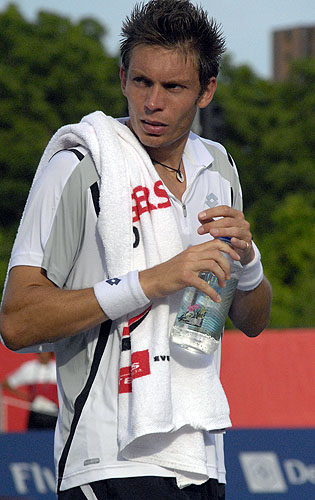
Nicolas Mahut

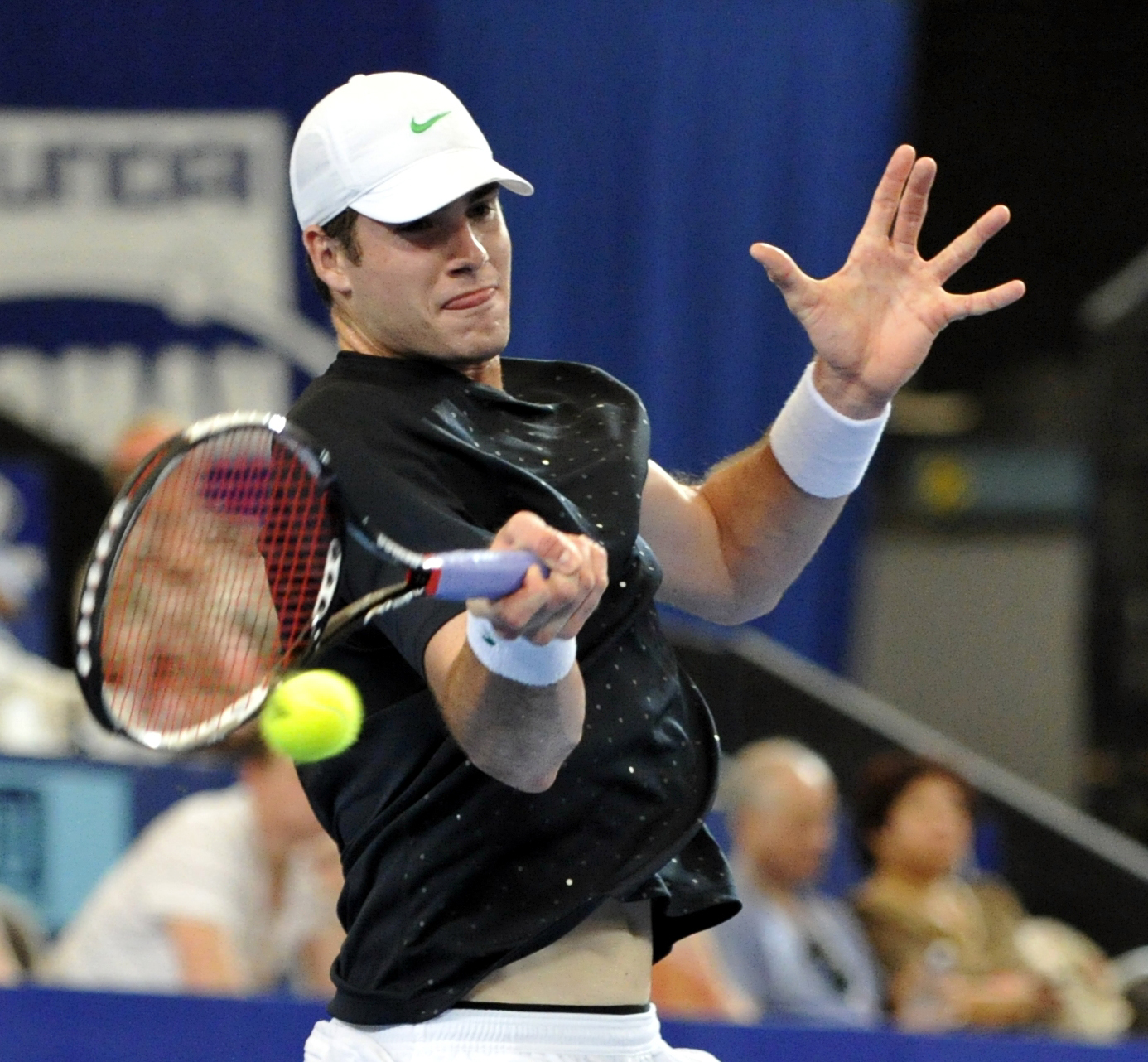
John Isner

Podczas Wimbledonu 2010 w pierwszej rundzie turnieju spotkali Francuz Nicolas Mahut (149. ATP) i Amerykanin John Isner (19. ATP). Mecz przeszedł do historii jako najdłuższy mecz tenisowy w historii tego sportu.

## Przebieg spotkania
Spotkanie rozpoczęło się 22 czerwca 2010 o godzinie 18:18 GMT na All England Lawn Tennis and Croquet Club na korcie nr 18.
Po rozegraniu 4 setów przy stanie 4:6, 6:3, 7:6(7), 6:7(3) o godzinie 21:07 GMT mecz został po raz pierwszy przerwany z powodu późnej godziny.
Spotkanie zostało wznowione następnego dnia o 14:05 GMT i oficjalnie o godzinie 17:45 GMT stało się najdłuższym meczem tenisowym w historii. Po kolejnych 3,5 godzinach ponownie zostało przerwane przy stanie 4:6, 6:3, 7:6(7), 6:7(3), 59:59.
24 czerwca, o godzinie 16:48 GMT, po meczu trwającym 11 godzin i 5 minut, John Isner pokonał Nicolasa Mahuta 6:4, 3:6, 6:7(7), 7:6(3), 70:68.
Zanim Nicolas Mahut awansował do turnieju głównego, stoczył trzy pojedynki w kwalifikacjach. Najpierw pokonał Franka Dancevica 6:3, 6:0, w drugiej rundzie zwyciężył z Alexem Bogdanovicem 3:6, 6:3, 24:22, następnie po pięciosetowym meczu wygrał ze Stefanem Koubkiem 6:7(8), 3:6, 6:3, 6:4, 6:4.
W następnej edycji rozgrywek Mahut i Isner ponownie spotkali się w meczu pierwszej rundy. Tym razem Amerykanin pokonał Francuza w trzech setach – 7:6(4), 6:2, 7:6(6).

## Pobite rekordy
- Największa liczba gemów od czasów wprowadzenia tie-breaka: 183
  - Poprzedni rekord padł podczas Australian Open 2003 w spotkaniu ćwierćfinałowym między Andym Roddickiem a Junusem al-Ajnawim, gdzie rozegrano 83 gemy (wynik 4:6, 7:6(5), 4:6, 6:4, 21:19 dla Roddicka)
  - Pobity został także rekord w liczbie gemów sprzed czasów wprowadzenia tie-breaka, który wynosił 112 gemów. Wówczas Ricardo González pokonał Charliego Pasarella 22:24, 1:6, 16:14, 6:3, 11:9
- Najwięcej gemów w secie: 138[2]
- Najdłuższy mecz w historii: 11 godzin, 5 minut[2]
  - Poprzedni oficjalny rekord: 6 godzin, 33 minuty padł podczas wygranego pojedynku Fabrice’a Santoro z Arnaudem Clémentem w ramach French Open 2004 (wynik: 6:4, 6:3, 6:7(5), 3:6, 16:14)
  - Poprzedni nieoficjalny rekord: 6 godzin, 40 minut został ustanowiony podczas eliminacji do reprezentowania Wielkiej Brytanii w Pucharze Davisa. Chris Eaton pokonał Jamesa Warda 6:3, 6:2, 6:7(3), 2:6, 21:19
- Najdłuższy set: 8 godzin, 11 minut[2]
- Najwięcej asów serwisowych w meczu: John Isner 113, Nicolas Mahut 103[2]
  - Poprzedni rekord: 78 Ivo Karlović w meczu Pucharu Davisa przeciwko Radkowi Štěpánkowi
- Najwięcej asów serwisowych w meczu (obaj zawodnicy): 216[2]
- Najwięcej asów serwisowych w secie: John Isner 84, Nicolas Mahut 78
  - Poprzedni rekord: 51 Ivo Karlović w meczu Pucharu Davisa przeciwko Radkowi Štěpánkowi[3].

## Terminarz
- Wtorek, 22 czerwca
  - Rozpoczęcie meczu: 18:13 GMT
  - Przerwanie meczu: 21:07 GMT
- Środa, 23 czerwca
  - Wznowienie meczu: 14:05 GMT
  - Ustanowienie rekordu (najdłuższy mecz): 17:45 GMT
  - Przerwanie meczu: 21:13 GMT
- Czwartek, 24 czerwca
  - Wznowienie meczu: 15:40 GMT
  - Koniec meczu: 16:48 GMT

## Wynik końcowy
|                   | 1 (32') | 2 (29') | 3 (49') | 4 (64') | 5 (491') |
| ----------------- | ------- | ------- | ------- | ------- | -------- |
| Nicolas Mahut (Q) | 4       | 6       | 7       | 63      | 68       |
| John Isner (23)   | 6       | 3       | 67      | 7       | 70       |